# Sazdice
Sazdice (em húngaro: Százd) é um município da Eslováquia, situado no distrito de Levice, na região de Nitra. Tem 18,24 km² de área e sua população em 2018 foi estimada em 478 habitantes.

## Demografia
| Ano:        | 1994 | 2004   | 2014   | 2024   |
| ----------- | ---- | ------ | ------ | ------ |
| Broj ljudi: | 461  | 440    | 478    | 433    |
| Razlika:    |      | -4,55% | +8,63% | -9,41% |

| Ano:               | 2023 | 2024   |
| ------------------ | ---- | ------ |
| Número de pessoas: | 441  | 433    |
| Diferença:         |      | -1,81% |